# Giuseppe Polo
Giuseppe Polo (Donada, 9 agosto 1922 – ...) è stato un calciatore italiano, di ruolo centrocampista.

## Carriera
Dopo aver giocato nel Rovigo approda al Padova nella stagione 1941-1942.
Nel 1944 gioca il Campionato Alta Italia con la maglia dell'Alessandria.
Nel 1945 ritorna al Padova e vi rimane per due stagioni, collezionando 57 presenze.
Dal 1947 al 1951 e nella stagione 1952-1953 milita nel Siracusa, scendendo in campo 146 volte.
Nella stagione 1951-1952 veste invece la maglia della Reggiana.
Vanta in totale 205 presenze in Serie B.